# Каратал (Уаліхановський район)
Карата́л (каз. Қаратал) — село у складі Уаліхановського району Північноказахстанської області Казахстану. Входить до складу Куликольського сільського округу.
Населення — 204 особи (2021; 311 у 2009, 354 у 1999, 443 у 1989).
Національний склад станом на 1989 рік:
- казахи — 100 %.